# Aeroportul Daşoguz
Aeroportul Daşoguz (IATA: TAZ, ICAO: UTAT) este un aeroport din Provincia Daşoguz, Turkmenistan ce deservește zona Dașoguz. A fost deschis în 1924.
Situat la o altitudine de 85 m, aeroportul dispune de 1 pistă.

## Infrastructură

### Piste
Aeroportul dispune de o singură pistă. Pista 08/26 are suprafața de beton și dimensiunile 3.750 m × 60 m. 